# Earl of Kingston

Wappen des Earls of Kingston

Earl of Kingston ist ein erblicher britischer Adelstitel in der Peerage of Ireland.

## Verleihung
Der Titel wurde am 25. August 1768 für Edward King, 1. Viscount Kingsborough geschaffen.
Bereits 1755 hatte er von seinem älteren Bruder Robert King, 1. Baron Kingsborough den Titel 5. Baronet, of Boyle Abbey in the County of Roscommon, geerbt, der am 27. September 1682 in der Baronetage of Ireland für einen Vorfahren geschaffen worden war. Zudem war er am 13. Juli 1764 zum Baron Kingston, of Rockingham in the County of Roscommon, und am 15. November 1766 zum Viscount Kingsborough, of Kingsborough in the County of Sligo, erhoben worden; beide Titel gehören zur Peerage of Ireland.
Seinem Enkel, dem 3. Earl, wurde am 17. Juli 1821 der Titel Baron Kingston, of Mitchelstown in the County of Cork. Dieser Titel gehörte zur Peerage of the United Kingdom und war im Gegensatz zu den irischen Titeln mit einem Sitz im britischen House of Lords verbunden. Dieser Titel erlosch beim kinderlosen Tod des 5. Earls am 8. September 1869. Das Earldom und die übrigen Titel fielen an dessen Cousin Robert King, 2. Viscount Lorton, der 1854 von seinem Vater Robert King (1773–1854), dem zweitgeborenen Sohn des 3. Earls, die Titel Viscount Lorton, of Boyle in the County of Roscommon, und Baron Erris, of Boyle in the County of Roscommon, geerbt, die diesem am 28. Mai 1806 bzw. 29. Dezember 1800 in der Peerage of Ireland verliehen worden waren. Beide Titel sind seither ebenfalls dem Earldom nachgeordnet.
Der 8. Earl nahm am 10. März 1883 anlässlich seiner Hochzeit mit königlicher Lizenz den Nachnamen King-Tenison an.
Heutiger Titelinhaber ist dessen Nachfahre Robert King-Tenison als 12. Earl.

## Liste der Earls of Kingston (1768)
- Edward King, 1. Earl of Kingston (1726–1797)
- Robert King, 2. Earl of Kingston (1754–1799)
- George King, 3. Earl of Kingston (1771–1839)
  - Edward King, Viscount Kingsborough (1795–1837)
- Robert King, 4. Earl of Kingston (1796–1867)
- James King, 5. Earl of Kingston (1800–1869)
- Robert King, 6. Earl of Kingston (1804–1869)
- Robert King, 7. Earl of Kingston (1831–1871)
- Henry King-Tenison, 8. Earl of Kingston (1848–1896)
- Henry King-Tenison, 9. Earl of Kingston (1874–1946)
- Robert King-Tenison, 10. Earl of Kingston (1897–1948)
- Barclay King-Tenison, 11. Earl of Kingston (1943–2002)
- Robert King-Tenison, 12. Earl of Kingston (* 1969)

Titelerbe (Heir apparent) ist der Sohn des aktuellen Titelinhabers Charles King-Tenison, Viscount Kingsborough (* 2000).